# 心血虚
心血虚（しんけっきょ）とは、心を養う血が不足して起こる病態で心虚と血虚の症状が出る。

## 症状
心悸、不眠、めまい、健忘、息切れ、疲労感、胸苦しい感じなどが見られる。